# Патролне шапе: Моћни
Патролне шапе: Моћни (енгл. PAW Patrol: The Mighty Movie) је компјутерски анимирани суперхеројски комични филм из 2023. године, у режији Кала Бранкера, који је заједно са Бобом Барленом написао сценарио из приче Бранкера, Барлена и Шејна Мориса. Базиран на телевизијској серији Патролне шапе коју је креирао Кит Чапман, наставак је филма Патролне шапе: Филм (2021). Филм сарджи елементе Моћних штенаца, подтеме серије. Главна гласовна постава укључује Макену Грејс, Тараџи П. Хенсон, Марсаи Мартин, Кристијана Конверија, Ким Кардашијан, Норт Вест, Сејнта Веста, Џејмса Марсдена, Кристен Бел, и Фина Ли-Епа. У филму, Патролне шапе, које добију супермоћи када се магични метеор спусти у Град пустоловина, морају да зауставе суперзликовце када Градоначелник Хамдингер побегне из затвора и удружи се са Викторијом Венс да украде кристале куцама, пре него што постане касно.
Планови за наставак Патролних шапа: Филм су отпочели у августу 2021, када је Брункер навео да је заинтересован да направи наставак након успеха његовог претходника. Званично му је дао зелено светло Spin Master Entertainment у новембру 2021. са планом објављивања 13. октобра 2023, уз повратак Брункера као режисера. Већина гласовне поставе је најављена у јануару 2023, пратећи Хенсонов кастинг у мају 2022. године.
Патролне шапе: Моћни је почео са приказивањем у биоскопима у Сједињеним Државама и Канади 29. септембра 2023. године.

## Радња
Целог свог живота, Скај се осећала као да је пријатељи, Чејс, Либерти, Маршал, Рабл, Роки и Зума, не цене. У жељи да докаже да може бити предност за тим, Скај добије шансу када се магични метеор спусти у Град пустоловина. Ово да Скај, Чејсу, Либерти, Маршалу, Раблу, Рокију и Зуми супермоћи. Како би украо супермоћи куца, Градоначелник Хамдингер побегне из затвора и удружи се са стручњакињом за метеоре по имену Викторија Венс, да украде кристале куца.

## Ликови
- Макена Грејс као Скај, храбри 7-годишњи кокапу који служи као тимски авијатор са својом моћно-штене моћи лета и супер снаге. Она је главни јунак другог филма. Грејсова замењује Лили Бертлам из серије и другог филма.
- Тараџи П. Хенсон као Викторија Венс, стручњакиња за метеоре која сарађује са Градоначелником Хамдингером.[1]
- Марсаи Мартин као Либерти, живахна дугодлака јазавичарка која је служила као члан Патролних шапа у Граду пустоловина и вођа Младих патролера. Мартинова репризира своју улогу из првог филма.
- Рики Гиларт
- Кристијан Конвери као Чејс, независни 7-годишњи немачки овчар који је служио као куца полицајац са својом моћно-штене моћи супер брзине. Конвери замењује Џастина Келија из серије и Ијана Армитиџа из првог филма.
- Ким Кардашијан као Делорес, дрска пудла која наставља да ради у склоништу за животиње. Кардашијанова репризира своју улогу из првог филма.
- Норт Вест као Мини, померанац, која је једна од Младих патролера.[2]
- Сејнт Вест[3]
- Крис Рок као члан екипе Kitten Catasrophe који говори након што стекне кристал на својој ознаци.[4]
- Џејмс Марсден
- Кристен Бел
- Фин Ли-Еп као Рајдер, 10-годишњи дечак који је служио као вођа Патролних шапа. Ли-Еп замењује Каја Хариса из серије и Вила Бризбина из првог филма.
- Рон Пардо као:
  - Градоначелник Хамдингер, највећи непријатељ Патролних шапа из Магловитог дна и бивши градоначелник Града пустоловина који бежи из затвора и удружује се са Викторијом Венс.
  - Капетан Турбот, стручњак за животиње и један од пријатеља и најчешћих позивалаца Патролних шапа.
- Лил Рел Хауери
- Серена Вилијамс
- Алан Ким као Нано, померанац који је један од Младих патролера.
- Брајс Гонзалес као Тот, померанац који је један од Младих патролера.
- Лакстон Хандспикер као Рабл, домишљати 5-годишњи булдог који је служио као куца грађевинац са својом моћно-штене моћи кугле за рушење. Хандспикер репризира своју улогу из шоуа Рабл и екипа и претходно је позајмљивао глас Рексу из подсерије Дино спасавање у 7. сезони, и замењује Кигана Хедлија из серије и првог филма, и Лисјена Данкан-Рида из серије.
- Кристијан Корао као Маршал, мазни 6-годишњи далматинац који је служио као куца ватрогасац са својом моћно-штене моћи ватре. Корао замењује Кингслија Маршала из серије и првог филма, и такође репризира своју улогу из серије.
- Калум Шоникер као Роки, оштроумни 6-годишњи мешанац који је служио као тимска куца рециклер и мајстор за све, са својом моћно-штене моћи левитације. Шоникер репризира своју улогу из првог филма.
- Нилан Партипан као Зума, енергични 5-годишњи чоколадни лабрадор ретривер, који је служио као куца водени спасилац, са својом моћно-штене моћи воде. Партипан је претходно позајмљивао глас Алу из подсерије Велике куце камионџије и замењује Шејла Симонса из серије и првог филма, и Џордана Мазералаиз серије.
- Ким Робертс као Градоначелница Гудвеј, градоначелница Залива пустоловине.

## Гласовне улоге
| Улога                   | Оригинални глас | Српски глас      |
| ----------------------- | --- | ---------------- |
| Рајдер                  | Фин Ли-Еп | Марија Стокић    |
| Скај                    | Макена Грејс | Ивана Тењовић    |
| Чејс                    | Кристијан Конвери | Милан Тубић      |
| Маршал                  | Кристијан Корао | Јована Цавнић    |
| Рабл                    | Лакстон Хандспикер | Ђурђина Радић    |
| Роки                    | Калум Шоникер | Никола Тодоровић |
| Зума                    | Нилан Партипан | Mateya           |
| Либерти                 | Марсаи Мартин | Ања Орељ         |
| Викторија Венс          | Тараџи Хенсон | Тања Живковић    |
| Градоначелник Хамдингер | Рон Пардо | Бранислав Јевтић |
| Градоначелница Гудвеј   | Ким Робертс | Ана Кораћ        |
| Џенет                   | Кристен Бел | Марина Кауцки    |
| Хенк                    | Џејмс Марсден | Бојан Хлишћ      |
| Сем Стрингер            | Лил Рел Хауери | Огњен Дрењанин   |
| Јога Ивет               | Серена Вилијамс | Марија Огњеновић |
| Капетан Турбот          | Рон Пардо | Милош Дашић      |
| Тони                    | Нил Кроун | Милан Антонић    |
| Кармен                  | Моник Алварез | Марија Огњеновић |
| Делорес                 | Ким Кардашијан | Марија Огњеновић |
| Нано                    | Алан Ким | непознато        |
| Тот                     | Брајс Гонзалес | Виктор Мајер     |
| Мини                    | Норт Вест | непознато        |
| Мачак који говори       | Крис Рок | Милан Антонић    |
| Метеор Макс             | Сејнт Вест | непознато        |
| Затворски стражар       | Сугит Варухесе | непознато        |
| Компјутерски глас       | Џошуа Грејем | непознато        |
| Компјутер               | Стефани Белдинг | Марија Огњеновић |
| Радио најављивач        | Ден Дуран | непознато        |
| Додатни гласови         | Шона Блек Пол Браунстајн Хаустен Дагиги Елиот Дахан Зои Дахан Хејзел Габријелс Емили Херсон Атена Карканис Захара Кернер Патрик Квок-Чун Кристофер Марен Аманда Мартинез Дерек Моран Лиса Нортон Алекс Пакстон-Бисли Џефри Пуснет Кристи Стјуарт Каспер Торијел-Мекгибон Емили Ват Џонатан Ватон |                  |

## Продукција
Кал Бранкер се враћа као режисер сценарија који је написао заједно са Бобом Барленом. Постава филма укључује звезде као што су Тараџи П. Хенсон, Кристен Бел, Кристијан Конвери, Макена Грејс, Брајс Гонзалес, Лил Рел Хауери, Џејмс Марсден, Серена Вилијамс и Ким Кардашијан. Пинар Топрак је компоновао филмску музику.